# Agathis taurica
Agathis taurica är en stekelart som beskrevs av Telenga 1955. Agathis taurica ingår i släktet Agathis och familjen bracksteklar. Inga underarter finns listade i Catalogue of Life.